# Dariusz Supeł
Dariusz Supeł (ur. 1959) – działacz organizacji pozarządowych, instruktor harcerski, w latach 2013–2022 przewodniczący Związku Harcerstwa Polskiego.

## Życiorys
W latach 1983–1985 planista warsztatowy w centralnym ośrodku maszyn włókienniczych, laureat nagrody ministra gospodarki za prowadzenie prototypu maszyny włókienniczej WIR. 
W ZHP pełnił m.in. funkcje: namiestnika zuchowego Hufca Łódź-Widzew (1980–1983), drużynowego drużyny zuchowej „Wędrujące promyki” (1986–1988), zastępcy komendanta Hufca Łódź-Widzew ds. programowych (1989–1992), szefa hufcowego zespołu kadry kształcącej, redaktora naczelnego miesięcznika „Na Tropie” (1992–1994), zastępcy komendanta Centralnej Szkoły Instruktorskiej ZHP w Załęczu Wielkim i w Warszawie (1992–1995), członka Rady Programowej Centralnej Szkoły Instruktorów Zuchowych w Oleśnicy, zastępcy komendanta Chorągwi Łódzkiej ds. organizacyjnych i kształcenia (1995–2000), szefa Zimowej Akcji Szkoleniowej Chorągwi Łódzkiej, kierownika Wydziału Pracy z Kadrą oraz kierownika Działu Programowo-Metodycznego Głównej Kwatery ZHP, dyrektora Harcerskiego Biura Wydawniczego „Horyzonty” (2002–2004), prezesa zarządu i dyrektora Składnicy Harcerskiej 4 Żywioły sp. z o.o. (2004–2006), członka Rady Naczelnej ZHP, wiceprzewodniczącego ZHP (2009–2013). Od grudnia 2013 przewodniczący Związku Harcerstwa Polskiego, w 2017 wybrany na drugą kadencję.
Był członkiem zarządu (2006–2009), wiceprezesem (2009–2015) i prezesem zarządu Ogólnopolskiej Federacji Organizacji Pozarządowych, przewodniczącym Rady Nadzorczej Spółdzielni Organizacji Pozarządowych „Kooperatywa”, wiceprzewodniczącym zarządu Fundacji „Ius et Lex”, wiceprzewodniczącym Forum Lokalnych Organizacji Pozarządowych (FLOP) w Łodzi i sekretarzem Konwentu Organizacji Pozarządowych w Łodzi. Pracuje w Biurze Rzecznika Praw Obywatelskich, jako wicedyrektor Centrum Projektów Społecznych. Zajmuje się m.in. organizacją edukacji zewnętrznej.
Odznaczony m.in. Srebrnym (2005) i Złotym (2017) Krzyżem Zasługi, Medalem Pro Memoria (2005) oraz Brązowym (1985) i Złotym Krzyżem „Za Zasługi dla ZHP” (2000).